# 우치토미촌
우치토미촌(内外海村)은 후쿠이현 오뉴군에 있던 촌이다. 현재의 오바마시의 북부에 해당한다 

## 역사
- 1889년 4월 1일 - 정촌제 시행에 의해 오뉴군 우치토미촌이 성립하였다.
- 1951년 4월 30일 - 오바마정, 구치나타촌, 나카나타촌, 이마토미촌, 마쓰나가촌, 오뉴촌과 합병해 오바마시가 성립하였다.

## 교통

### 도로
- 국도 제162호선

## 참고문헌
- 角川日本地名大辞典 18 福井県